# Осепян, Гайк Александрович
Гайк (Айк) Александрович Осепян (Овсепян) (19 января (по другим данным 19 июня или 29 июня) 1891 — 1937, Москва) — советский военный деятель, армейский комиссар 2-го ранга (1935). Заместитель начальника Главного политического управления Красной Армии. Расстрелян в ходе «Сталинской чистки» (1937). Посмертно реабилитирован 14 мая 1955 года. 

## Биография
Родился в 1891 году в городе Башкадыклар (Карсская область Российской империи). Армянин, рабочий, участник революционного движения с 1911 года и член РСДРП с 1913 года. Окончил Московскую Лазаревскую семинарию (1911) и медицинский факультет Московского университета.
В Русскую императорскую армию мобилизован в 1915 году. В годы Первой мировой войны (1914—1918) служил на Кавказском фронте. Активный участник революционных событий 1917 года, весной 1917 года избран председателем полкового комитета одного из полков в Трапезунде. В конце 1917 года приехал в Тифлис и участвовал в создании Коммунистической партии Армении (КПА). С марта 1918 года — член ЦК КПА и редактор партийной газеты «Кармир Орер». В середине 1918 года приехал в Москву, работал в наркомате по делам национальностей РСФСР заведующим издательским отделом и редактором журнала «Коммунист». В начале 1921 года вернулся в Армению и стал секретарём Александропольского городского комитета РКП(б).
С 1922 года — на службе в Красной Армии. Назначен комиссаром и начальником политотдела Армянской стрелковой дивизии Отдельной Кавказской армии. В 1925—1927 годах — заместитель начальника политуправления Кавказской Краснознамённой армии. В 1927 году его возвращают на партийную работу и он избирается первым секретарём ЦК КП(б) Армении.
Но уже в 1928 году возвращён в РККА и назначается в Приволжский военный округ заместителем, первым заместителем начальника политуправления. В 1929—1937 годах — начальник отдела, заместитель, первый заместитель начальника Политического управления Красной Армии. Одновременно 6 лет был секретарём партийного комитета центрального управления Наркомата обороны СССР, главным редактором журнала «Коммунист РККА». Член ЦИК ЗСФСР. Делегат нескольких съездов ВКП(б).
Арестован в 1937 году. Приговорён ВКВС СССР в том же году к расстрелу и в тот же день расстрелян. Впоследствии реабилитирован.

## Награды
- Орден Красного Знамени (20.02.1928[1])